# Сорокино (Оренбургская область)
Сорокино — село в Пономарёвском районе Оренбургской области в составе Ефремово-Зыковского сельсовета.

## География
Располагается на расстоянии примерно 21 километр по прямой на северо-запад от районного центра села Пономарёвка.

## История
Село Сорокино основано в двадцатых годах 19 века переселенцами из Тамбовской губернии. Свое название оно получило от фамилии большинства семей первых жителей. В 1911 году была построена церковь во имя Преподобного Серафима Саровского. В советское время работали колхозы им. Косиора, «Путь Сталина» и «Нива».

## Население
Постоянное население составляло 173 человека в 2002 году (русские 91 %), 134 в 2010 году.